# Ручьи (Выборгский район)
Ручьи (до 1948 года Ояярви, фин. Ojajärvi) — посёлок в Каменногорском городском поселении Выборгского района Ленинградской области.

## Название
В переводе с финского топоним Ояярви означает «Ручейное озеро».
Зимой 1948 года деревне Ояярви было присвоено новое наименование — Ручьи. Переименование было закреплено указом Президиума ВС РСФСР от 13 января 1949 года.

## История
- Деревня Ояярви на финской карте 1923 года

До 1939 года деревня Ояярви входила в состав волости Каукала Выборгской губернии Финляндской республики.
С 1 января 1940 года — в составе Карело-Финской ССР.
С 1 июля 1941 года по 31 мая 1944 года финская оккупация.
С 13 января 1949 года учитывается административными данными как деревня Ручьи. 
По данным 1966, 1973 и 1990 годов посёлок Ручьи находился в составе Бородинского сельсовета.
В 1997 году в посёлке Ручьи Бородинской волости проживали 14 человек, в 2002 году — 17 человек (все русские).
В 2007 году в посёлке Ручьи Каменногорского ГП проживали 11 человек, в 2010 году — 9 человек.

## География
Посёлок расположен в северной части района на железнодорожной линии Выборг — Хийтола.
Расстояние до административного центра поселения — 28 км. 
В посёлке расположена железнодорожная платформа Ояярви. 
Посёлок находится на западном берегу озера Ручьёвое. 

## Демография
| 2007 | 2010 | 2017 | 2021 |
| ---- | ---- | ---- | ---- |
| 11   | ↘9   | →9   | ↘8   |